# Lee Yoon-mi
Lee Yoon-mi (n. 25 de septiembre de 1981) es una actriz y empresaria surcoreana.

## Filmografía

### Serie de televisión
| Año  | Título                      | Papel                                                     | Red             |
| ---- | --------------------------- | --------------------------------------------------------- | --------------- |
| 2004 | Little Women                | Jung En-deuk                                              | SBS             |
| 2005 | Mi adorable Sam Soon        | Jang Chae-ri                                              | MBC             |
| 2006 | Mi Amor                     | Seo Hee-jae                                               | SBS             |
| 2007 | Bad Woman, Good Woman       | Kim Tae-hee                                               | MBC             |
| 2007 | Soaring High                | Yoo Ji-eun                                                | SBS             |
| 2011 | Sueños                      | Maeng Seung-hee                                           | KBS2            |
| 2013 | Two Women's Room            | Mónica Kim (cameo, episodio 58)                           | SBS             |
| 2013 | Vamos a Comer               | propietaria de la tienda de mascotas (cameo, episodio 11) | tvN             |
| 2014 | Can We Fall in Love, Again? | Diseñadora de moda                                        | jTBC            |
| 2014 | Triángulo                   | Señora Jang                                               | MBC             |
| 2015 | La Dama de Hierro Cha       | Oh Dal ja                                                 | MBC             |
| 2022 | Sponsor                     | Joo-ah                                                    | iHQ Drama / MBN |